# Thomas Cooray
Thomas Benjamin Kardinal Cooray OMI (* 28. Dezember 1901 in Periyamulla Negombo, Sri Lanka; † 29. Oktober 1988 in Tewatta Ragama) war ein sri-lankischer Geistlicher und römisch-katholischer Erzbischof von Colombo.

## Leben
Cooray studierte in Colombo und Rom die Fächer Katholische Theologie und Philosophie. Er trat der Ordensgemeinschaft der Oblaten der Unbefleckten Jungfrau Maria ein und empfing am 23. Juni 1929 in Rom das Sakrament der Priesterweihe. Nach weiterführenden Studien wirkte er von 1931 bis 1945 als Gemeindeseelsorger im Erzbistum Colombo.
1945 ernannte ihn Papst Pius XII. zum Koadjutorerzbischof mit Nachfolgerecht für das Erzbistum Colombo, dessen Oberhirte er im Jahre 1947 wurde, und zum Titularerzbischof von Preslavus. Die Bischofsweihe spendete ihm am 7. März 1946 der Apostolische Delegat in Indien, Erzbischof Leo Peter Kierkels; Mitkonsekratoren waren der Bischof von Chilaw, Edmund Peiris, und Bernardo Regno OSB, Bischof von Kandy.
Cooray nahm von 1962 bis 1965 am Zweiten Vatikanischen Konzil teil und wurde am 22. Februar 1965 von Papst Paul VI. als Kardinalpriester mit der Titelkirche Santi Nereo ed Achilleo in das Kardinalskollegium aufgenommen. 1976 legte er aus Altersgründen die Leitung der Erzdiözese Colombo nieder.
Thomas Benjamin Kardinal Cooray starb am 29. Oktober 1988 in Tewatta Ragama und wurde in der Krypta der dortigen Basilika Unserer Lieben Frau von Lanka beigesetzt.
Am 29. Oktober 2010 eröffnete Erzbischof Albert Malcolm Ranjith den Seligsprechungsprozess für ihn.